# Радземиці
Радземиці (пол. Radziemice) — село в Польщі, у гміні Радземиці Прошовицького повіту Малопольського воєводства.
Населення — 388 осіб (2011).
У 1975-1998 роках село належало до Краківського воєводства.

## Демографія
Демографічна структура станом на 31 березня 2011 року:
|          | Загалом | Допрацездатний вік | Працездатний вік | Постпрацездатний вік |
| -------- | ------- | ------------------ | ---------------- | -------------------- |
| Чоловіки | 197     | 37                 | 132              | 28                   |
| Жінки    | 191     | 32                 | 111              | 48                   |
| Разом    | 388     | 69                 | 243              | 76                   |